# Trio tchèque

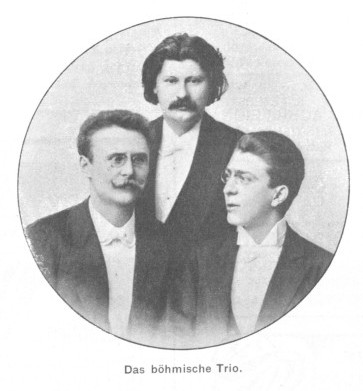
Le Trio tchèque vers 1900, avec Karel Hoffmeister en haut, Štěpán Suchý à gauche et Bedřich Váška à droite.

Vilém Kurz, Bohuslav Lhotský et Bedřich Váška sont les fondateurs du premier Trio tchèque dès 1897.
En 1935, Josef Páleníček crée le Smetana Trio avec le violoncelliste Frantisek Smetana et le violoniste Otta Silhavy. En 1946, après une série de concerts commentés de façon élogieuse, le trio est de retour en Tchécoslovaquie et adopte le nom de Trio tchèque. Le trio changera plusieurs fois de violoncelliste et de violoniste (dont Alexandr Plocek). Le pianiste Josef Palenicek demeure l'âme du trio, jusqu'en 1992.
Le Trio tchèque a enregistré, entre autres, le trio op. 100 de Schubert. Cette interprétation a été élue pour intégrer la bande originale du film Barry Lyndon.
Le violoncelliste Jan Páleníček, fils de Josef, poursuit aujourd'hui la tradition de l'ensemble tchèque avec la pianiste Jitka Čechová et la violoniste Jana Vonaskova-Novakova. Ils ont adopté le nom original Smetana Trio.
Mais le nom perdure avec Milan Langer (depuis 1994), Dana Vlachová (depuis 1992) et Miroslav Petráš (depuis 1999), tous professeurs au Conservatoire de Prague.